# Gastão Vidigal
Gastão Vidigal (São Paulo, 15 de maio de 1889 — 14 de novembro de 1950) foi um advogado, banqueiro e político brasileiro. Foi casado com Maria Amélia Bueno com quem teve seis filhos, Sílvio de Bueno Vidigal, Luís Eulálio de Bueno Vidigal, Álvaro Augusto de Bueno Vidigal, Antônio Carlos de Bueno Vidigal,Cecília Carmem Bueno Vidigal e Gastão Eduardo de Bueno Vidigal. Foi fundador do Banco Mercantil de São Paulo.

## Biografia
Paulista de nascimento, estudou na Escola Modelo Dr. Prudente de Morais e formou-se em direito pela Faculdade de Direito da Universidade de São Paulo na turma de 1908, a exemplo de seu pai, o advogado sergipano Afrodísio Vidigal, patriarca da família Vidigal em São Paulo.
Participou da diretoria do Banco de São Paulo, de 1925 a 1937, além de ser diretor do Banco do Estado de São Paulo e da Caixa Reguladora de Emissões, participando e contribuindo, ativamente, na gestão de inúmeras instituições, como: Sindicato dos Bancos de São Paulo (presidente), Associação dos Serventuários da Justiça (presidente), Comissão de Controle dos Acordos de Washington da Associação Comercial de São Paulo (presidente), Conselho Federal de Comércio Exterior (como membro de 1942 a 1945), Companhia Brasileira de Material Ferroviário (fundador e presidente), Companhia Mogyana de Estradas de Ferro (diretor, de 1941 a 1950), Companhia Siderúrgica Belgo-Mineira (membro do conselho consultivo ), Companhia Paulista de Seguros (diretor), Cotonifício Rodolfo Crespi (diretor), Sociedade Brasileira de Geografia  (vice-presidente de honra), Companhia Siderúrgica Nacional (membro consultivo), além de empresas, como: Companhia Agrícola Usina Jacarezinho, Companhia Brasileira de Material Elétrico, Construtora de Imóveis de São Paulo S/A, entre outras.
Também participou do quadro diretivo da Associação Comercial de São Paulo, elegendo-se presidente para o biênio 1943/1944.
Foi deputado federal por São Paulo, entre 1935 e 1946, ministro de Estado da Fazenda do Governo Eurico Dutra, de 1 de fevereiro a 15 de outubro de 1946, e fundador do Banco Mercantil de São Paulo.